# کتی فینران
کتی فینران (به انگلیسی: Katie Finneran) (زاده ۲۲ ژانویه ۱۹۷۱) بازیگر آمریکایی است.
از فیلم‌های معروف او می‌توان به بازی در فیلم افسونگر اشاره کرد.